# Jeanne de Belleville
Jeanne-Louise de Belleville (* 1300; † 1359) – genannt die bretonische Tigerin («la Tigresse bretonne») – war eine Piratin im 14. Jahrhundert.

## Leben
Sie war die Tochter von Maurice IV. de Montaigu, dem Herrn von Belleville und Palluau (1263–1304) und der Letice Parthenay (1276–?). Mit zwölf Jahren heiratete sie Geoffroy (1293–1326), Herrn von Chateaubriand. Dieser Ehe entsprangen zwei Kinder, Louise und Geoffrey.
Nach dem Tode ihres ersten Mannes heiratete sie 1330 den bretonischen Adligen Olivier IV. de Clisson. Sie hatten gemeinsam fünf Kinder: Maurice, Guillaume, Olivier, Isabeau († 1343) und Jeanne. Ihr Gatte unterstützte den Prätendenten auf das Herzogtum Bretagne, Jean de Montfort, gegen Charles de Blois und wurde 1343 von König Philipp VI. mit einem Trick nach Paris gelockt, wegen Hochverrats zum Tode verurteilt (siehe Bretonischer Erbfolgekrieg) und enthauptet. Sein Kopf wurde nach Nantes gesandt und dort auf einem Spieß auf den Zinnen der Burg von Bouffray bei Nantes präsentiert. Seine Witwe, Jeanne, schwor dem König und Charles de Blois, der das Todesurteil unterstützt hatte, Rache.
Sie verkaufte ihre Ländereien und erwarb von dem Erlös ein Schiff, mit dem sie Jagd auf Handelsschiffe der Krone machte. Nach einigen erfolgreichen Kämpfen wurde ihr Schiff schwer beschädigt. Sie floh daraufhin mit ihren Kindern nach England und fand dort Unterstützung durch König Edward. Ihre Söhne wurden am englischen Hof gemeinsam mit den Söhnen Jean de Montforts erzogen. Sie selbst stattete drei neue Schiffe aus – schwarz mit roten Segeln – und setzte den Kampf fort. Die Legende sagt, dass sie gefangene französische Adlige eigenhändig köpfte und von der Besatzung immer nur ein oder zwei Personen am Leben ließ, die dem französischen König davon berichten sollten – selbst als Philipp VI. längst tot war.
Erst 1356, nach 13 Jahren, beendete sie ihre Rache und heiratete einen englischen Adligen, Walter Bentley, Leutnant von König Edward III von England und Kapitän der englischen Truppen, die nach dem Tod von Jean de Montfort weiter gegen Charles de Blois kämpften.
Sie ließ sich später wieder in Frankreich, in Hennebont, nieder. Einer ihrer Söhne war Olivier V. de Clisson, eine der Schlüsselfiguren der ersten Hälfte des Hundertjährigen Krieges.